# The Strawbs
The Strawbs – brytyjska grupa rockowa, działająca w latach 1964-1980 i ponownie od 1983. Zaczynała jako zespół bluegrassowy. Następnie jego styl muzyczny, ewoluował do innych, takich jak: folk rock, rock progresywny i glam rock.
Najbardziej znany przebój The Strawbs to utwór Part of the Union, który osiągnął 2. miejsce na liście przebojów w Wielkiej Brytanii w lutym 1973 roku. Zespół koncertował wspólnie z formacją Supertramp podczas jej tournée związanego z albumem „Crime of the Century”, promując album Hero and Heroine.

## Członkowie
- Dave Cousins – gitara,wokal (1964-1980 oraz od 1983)
- Dave Lambert – gitara, wokal (1972- 1978 oraz od 1999)
- Chas Cronk – gitara basowa (1973-1980 oraz od 2004)
- Tony Fernandez – perkusja (1977-1980; 2010–2012 oraz od 2014)
- Adam Wakeman – instrumenty klawiszowe (od 2012)

- Tony Hooper – gitara,wokal (1964-1972, 1983-1993)
- Arthur Phillips – mandolina,wokal (1964)
- "Talking" John Berry – gitara basowa, wokal (1964; zmarły)
- Ron Chesterman – gitara basowa (1964-1970; zm. 2007)
- Sandy Denny – gitara,wokal(1968; zm. 1978)
- Sonja Kristina – wokal(1968)
- Claire Deniz – wiolonczela (1969)
- Rick Wakeman – insrumenty klawiszowe (1970-1971)
- Richard Hudson – perkusja (1970-1973,  1983-2001, 2004)
- John Ford – gitara basowa (1970-1973,  1983-1985, 1999-2001, 2004-2004)
- Blue Weaver – klawisze,  (1971-1973, 1983-1984, 1993-2001, 2004)
- Rod Coombes – perkusja (1973-1977, 2004-2010)
- John Hawken – instrumenty klawiszowe (1973-1975, 2004-2008)
- Andy Richards – instrumenty klawiszowe (1977-1980)
- Brian Willoughby – gitary (1978-1980, 1983-2004)
- Roy Hill – gitara, wokal(1980-1980)
- John Knightsbridge – gitara (1980)
- Bimbo Acock – saksofon (1980)
- Chris Parren – klawisze(1984-1992)
- Rod Demick – gitara basowa (1985-1998)
- Don Airey – instrumenty klawiszowe (1993)
- Oliver Wakeman – instrumenty klawiszowe (2009-2010)
- John Young – instrumenty klawiszowe (2010-2012)
- Adam Falkner – perkusja (2012-2014)

## Dyskografia
- Strawbs (1969)
- Dragonfly (1970)
- Just a Collection of Antiques and Curios (1970)
- From the Witchwood (1971)
- Grave New World (1972)
- Bursting at the Seams (1973)
- Hero and Heroine (1974)
- Ghosts (1975)
- Nomadness (1975)
- Deep Cuts (1976)
- Burning for You (1977)
- Deadlines (1977)
- Don't Say Goodbye (1987)
- Ringing Down the Years (1991)
- Heartbreak Hill (1995)
- Halcyon Days (1997)
- Baroque & Roll (2001)
- Blue Angel (2003)
- Déjà Fou (2004)
- The Broken Hearted Bride (2008)
- Dancing to the Devil's Beat (2009)
- Hero & Heroine in Ascencia (2011)
- Prognostic (2014)
- The Ferryman's Curse (2017)
- Settlement (2021)[1]
- The Magic Of It All (2023)[2]